# 草地賢一
草地 賢一（くさち けんいち、1941年（昭和16年）9月10日 - 2000年（平成12年）1月2日）は、YMCAやPHDで活動し、阪神・淡路大震災で阪神大震災地元NGO救援連絡会議を立ち上げ、NGOの連携と行政との対等なパートナーシップを立ち上げた人物で、その活動は国内にとどまらず海外での災害発生現場に必ず足を運んでボランティア活動を行った牧師である。

## 経歴

### 出生-関西学院大学時代
1941年9月10日、岡山県生まれ。1961年4月、関西学院大学神学部入学。土門拳の『筑豊のこどもたち』を契機に全国キリスト教系15大学からなる『筑豊の子供達を守る会』が結成され、そこに参加。

### YMCA奉職時代
- 1966年 西神戸YMCA主事補
- 1971年 姫路YMCA
- 1973年9月 チェンマイYMCA海外協力主事として派遣
- 1975年 帰国
- 1976年3月1日 横浜YMCA
- 1977年 藤沢YMCA設立準備室
- 1978年 藤沢YMCA初代館長 ニックネームはプーさん。
- 1983年9月 厚木YMCA設立準備室
- 1984年9月 YMCA離職、PHD協会総主事就任
- 神戸YMCA学院専門学校『アジア論』講師

### 阪神大震災以後
個々のボランティアの連携と行政との対等なパートナーシップを構築するために阪神大震災地元NGO連絡協議会を組織し、代表に就任。
1997年頃に国際ボランティア学会設立構想を立てる。1998年4月、姫路工業大学環境人間学部教授となり、『国際ボランティア論』を講義。1999年2月13日、国際ボランティア学会を設立。
1999年12月末に体調を崩し入院。2000年1月2日、神戸中央市民病院の集中治療室で知り合いの牧師に見舞われ、あいさつを交わした3時間後に敗血症により急逝。

## 著作
- アジアの草の根交流（明石書店）